# Blas Ponce
Blas Ponce fue un militar y conquistador español del siglo XVI. Participó activamente en la fundación y población de las primeras ciudades del actual Noroeste Argentino. Fue uno de los más antiguos vecinos del Tucumán y un rico encomendero.

## Biografía
No se conocen datos de su infancia y juventud. Llegó al Tucumán en 1557 como escribano mayor de Juan Pérez de Zurita y lo acompañó en las fundaciones de Londres, Cañete y Córdoba de Calchaquí.
En 1560 ayudó a pacificar a los aborígenes de la costa del río Salado. Cuando Gregorio de Castañeda expulsó a Pérez de Zurita a Chile, Ponce lo acompañó. Más tarde regresó y se instaló en Cañete, donde fue vecino poblador hasta que la ciudad fue destruida. Luego de ese hecho, regresó a Chile con su mujer.
Volvió al Tucumán en 1566 acompañando a Francisco de Aguirre. Luego con Diego Pacheco fundó Nuestra Señora de Talavera, donde se quedó hasta 1570. Cuando Aguirre fue detenido por la Inquisición, lo acompañó hasta Charcas. Posteriormente fue con Nicolás Carrizo escoltando un convoy de carretas al Perú.
En 1575, llevó a Santiago del Estero a unos religiosos franciscanos. Luego ayudó al capitán Pedro de Zárate a fundar San Francisco de Alava.
Fue teniente de gobernador de Gonzalo de Abreu y Figueroa en 1577. Cuando Abreu fue cercado por los indígenas en los Valles Calchaquíes, Ponce envió a Hernán Mejía de Mirabal con veinte hombres a socorrerlo. Como Hernando de Lerma odiaba a Abreu, le quitó a Ponce su hacienda y se la hizo llevar a su casa. Cuando Ponce apeló el castigo, le hizo colocar un cepo en su cabeza. Perseguido por el gobernador Lerma, Ponce tuvo que huir a Charcas, como muchos de los antiguos conquistadores.
Regresó al Tucumán con el nuevo gobernador Juan Ramírez de Velasco, quien en pago de los servicios prestados le confirmó la posesión de dos estancias de ganados mayores y menores que tenía en los Sanavirones. Ponce lo acompañó en varias jornadas, pero fue decisivo su aporte económico para la fundación de La Rioja. Fue también maestre de campo de ese gobernador.